# Dentalium reevei
Dentalium reevei är en blötdjursart som beskrevs av Fischer 1871. Dentalium reevei ingår i släktet Dentalium och familjen Dentaliidae.
Artens utbredningsområde är Röda havet. Inga underarter finns listade i Catalogue of Life.